# Woodville (hrabstwo Calumet)
Woodville – miasto w Stanach Zjednoczonych, w stanie Wisconsin, w hrabstwie Calumet.